# Sidi Ouriache
Sidi Ouriache là một đô thị thuộc tỉnh Aïn Témouchent, Algérie. Dân số thời điểm năm 2002 là 5.54 người.